# هاپجئونگ-دونگ
هاپجئونگ-دونگ (به لاتین: Hapjeong-dong) یک منطقهٔ مسکونی در کره جنوبی است که در Mapo District واقع شده‌است.